# USS United States (1797)
USS United States – amerykańska trójmasztowa fregata z okresu wojen napoleońskich i XIX wieku. Jedna z jednostek należących do pierwszych sześciu fregat US Navy, zbudowanych zgodnie z uchwaloną przez kongres w 1794 roku ustawą morską. Pierwszy zwodowany okręt United States Navy.

## Historia
27 marca 1794 kongres USA przyjął uchwałę przyznającą środki na budowę jednostek, które miały stać się trzonem tworzonej marynarki wojennej. Stępkę pod budowę okrętu położono w lecie 1795 w stoczni w Filadelfii. Zwodowany został 10 maja 1797, wszedł do służby w lipcu 1797. W lipcu 1798 w związku z trwającą wojną francusko-amerykańską został skierowany wraz z innymi okrętami w rejon Karaibów. Podczas rejsu okręt zdobył dwie niewielkie francuskie jednostki. Okręt powrócił na wody karaibskie w lutym 1799 i zatopił niewielką uzbrojoną w sześć dział francuską jednostkę. Zdobył także kolejny francuski okręt. W listopadzie 1799 okręt udał się do Francji aby z amerykańskimi negocjatorami pokojowymi na pokładzie. Okręt został wycofany ze służby 6 czerwca 1801. Ponowne wejście do służby nastąpiło w 1809.
W 1812 wziął udział w wojnie brytyjsko-amerykańskiej. 25 października 1812, na południe od Azorów spotkał brytyjską fregatę HMS „Macedonian”. Doszło do bitwy morskiej, w wyniku której „Macedonian” niezdolny do manewrowania i ze 104 zabitymi na pokładzie musiała się poddać.
„United States” ponownie został wycofany ze służby w czerwcu 1819. W 1824 okręt przez trzy lata działał w ramach Eskadry Pacyfiku, głównie u wybrzeży Filipin. W latach 1833–1838 jednostkę przydzielono do Eskadry Morza Śródziemnego. Po remoncie w 1841 okręt został ponownie przydzielony do Eskadry Pacyfiku, gdzie został jednostką flagową.
20 kwietnia 1861 okręt został zdobyty przez Konfederatów i przemianowany na CSS „United States”. W maju 1862 okręt został zatopiony przez Konfederatów, a następnie wydobyty przez oddziały Unii. W 1865 podjęto decyzję o rozebraniu okrętu, które zakończono w 1866.